# NASCAR Cup race at Road America
La Kwik Trip 250 presented by Jockey Made in America est une course automobile annuelle organisée par la NASCAR comptant pour le championnat des NASCAR Cup Series et qui se déroule sur le circuit routier dénommé Road America situé à Elkhart Lake dans l'État du Wisconsin aux États-Unis. 
La première course a eu lieu en 1956 sur une distance de 4,048 milles (6,515 km) mais elle ne sera réinscrite au calendrier de la NASCAR Cup Series qu'en 2021. Elle se déroule le weekend du Independence Day comme la course d'Xfinity Series dénommée Henry 180 (en).

## Histoire
La première course de la NASCAR Cup Series (à l'époque dénommée Grand National Series), organisée le 12 août 1956 sur le circuit routier Road America, était longue de 250 milles. Dénommée « America's First International Stock Car Road Race », elle était officiellement organisée par la NASCAR mais la Fédération Internationale de l'Automobile (FIA) y a apporté son soutien et les voitures étrangères ont été autorisées à y participer,. Le secrétaire de la commission sportive internationale de la FIA, Hubert Schroeder y a été désigné commissaire de course. Les courses sur circuit routier étant rares en Cup Series à l'époque, les fans se demandaient si les voitures américaines seraient capables de bien se comporter sur ce genre de circuit. Le groupe de voitures au départ étaient composé de 25 voitures américaines, d'une Jaguar Mark VII et de quatre Renault. Même si Speedy Thompson (en) était en tête de la course lors des passages aux stands, il est contraint d'abandonner la course à la suite d'une panne de moteur. Tim Flock se retrouve en tête à dix tours de la fin et remporte la course. Après la course, Flock déclare : « Road racing is all right. (La course sur route, c'est bien.) ».
Le circuit commence à accueillir régulièrement des courses de NASCAR dès 2010 avec celle d'Xfinity Series (alors dénommée NASCAR Nationwide Series), en remplacement de la course organisée sur le Milwaukee Mile.
Le 30 septembre 2020, lorsque la NASCAR dévoile le programme de Cup Series 2021, il appert que le circuit Road America est repris pour une course prévue le weekend du 4 juillet, la NASCAR ayant prévu sept courses sur circuit routier en 2021, le record de l'histoire de la NASCAR. La société Kwik Trip (en) basée dans le Wisconsin est annoncée comme sponsor de la course le 13 avril 2021 dénommant officiellement la course « Road America 250 presented by Kwik Trip ». Cependant le 12 mai 2021, la société Jockey (marque de vêtements) également basée dans le Wisconsin est désignée comme sponsor du nom de la course. Celle-ci est ainsi renommée « Jockey Made in America 250 presented by Kwik Trip ».
Le 15 septembre 2021, les propriétaires du circuit annoncent que les deux sociétés vont intervertir leur sponsoring, renommant l'édition 2022 « Kwik Trip 250 presented by Jockey ».

## Caractéristiques
- Course :
  - Longueur : 250,48 milles (403,108 km)
  - Nombre de tours : 62
    - Segment 1 : 14 tours
    - Segment 2 : 15 tours
    - Segment 3 : 33 tours

- Piste :
  - Type : circuit routier
  - Revêtement : asphalte
  - Longueur circuit : 4,048 milles (6,515 km)
  - Nombre de virages : 14

- Record du tour de piste : 1 min 39 s 866 par Dario Franchitti de l'écurie Team KOOL Green en 2000 à l'occasion d'une course de CART.

## Palmarès
| Année     | Date                 | N°                   | Pilote               | Écurie                   | Châssis              | Course               | Course               | Course               | Course                    | Note                 |
| --------- | -------------------- | -------------------- | -------------------- | ------------------------ | -------------------- | -------------------- | -------------------- | -------------------- | ------------------------- | -------------------- |
| Année     | Date                 | N°                   | Pilote               | Écurie                   | Châssis              | Tours                | Miles (km)           | Durée                | Moyenne en miles/h (km/h) | Note                 |
| 1956      | 12 août              | 15                   | Tim Flock            | Bill Stroppe             | Mercury              | 63                   | 258,30 (415,694)     | 3 h 29 min 50 s      | 73,858 (118,863)          | [ 12 ]               |
| 1957-2020 | Course non organisée | Course non organisée | Course non organisée | Course non organisée     | Course non organisée | Course non organisée | Course non organisée | Course non organisée | Course non organisée      | Course non organisée |
| 2021      | 4 juillet            | 9                    | Chase Elliott        | Hendrick Motorsports     | Chevrolet            | 62                   | 250,48 (403,131)     | 2 h 54 min 33 s      | 86,271 (138,842)          | [ 12 ]               |
| 2022      | 3 juillet            | 8                    | Tyler Reddick        | Richard Childress Racing | Chevrolet            | 62                   | 250,48 (403,131)     | 2 h 35 min 51 s      | 99,622 (155,498)          | [ 12 ]               |

### Pilotes vainqueurs
| Nbr. | Pilote        | Année |
| ---- | ------------- | ----- |
| 1    | Chase Elliott | 2021  |
| 1    | Tyler Reddick | 2022  |
| 1    | Tim Flock     | 1956  |

### Écuries vainqueurs
| Nbr. | Écuries                  | Année |
| ---- | ------------------------ | ----- |
| 1    | Bill Stroppe             | 1956  |
| 1    | Hendrick Motorsports     | 2021  |
| 1    | Richard Childress Racing | 2022  |

### Victoires par marques
| Nbr. | Marque    | Année      |
| ---- | --------- | ---------- |
| 1    | Chevrolet | 2021, 2022 |
| 2    | Mercury   | 1956       |

## Identité visuelle

Logo en 2021.
Logo en 2022.